# Mesomys leniceps
Espèce
Statut de conservation UICN

 DD  : Données insuffisantes
Mesomys leniceps est une espèce de mammifères rongeurs de la famille des Echimyidae qui regroupe certains rats épineux. Cet animal terrestre est endémique du Pérou où on le rencontre dans les forêts de nuages et dans les forêts tropicales humides de montagne. Son habitat est menacé par la déforestation. 
Cette espèce a été décrite pour la première fois en 1926 par le zoologiste britannique Michael Rogers Oldfield Thomas (1858-1929).